# Psammoclema digitiferum
Psammoclema digitiferum är en svampdjursart som först beskrevs av Lendenfeld 1889.  Psammoclema digitiferum ingår i släktet Psammoclema och familjen Chondropsidae. Inga underarter finns listade i Catalogue of Life.